# Challex
Challex ist eine französische Gemeinde mit 1628 Einwohnern (Stand 1. Januar 2022) im Département Ain in der Region Auvergne-Rhône-Alpes. Sie gehört zum Kanton Thoiry im Arrondissement Gex und ist Mitglied im Gemeindeverband Pays de Gex Agglo.

## Geographie
Challex liegt auf 485 m, etwa 14 Kilometer westlich der Stadt Genf (Luftlinie). Das Winzerdorf erstreckt sich im Südwesten des Pays de Gex an aussichtsreicher Lage am Südabhang eines Höhenrückens über der Talniederung der Rhône, östlich des Juras, im Genfer Becken nahe der Staatsgrenze zur Schweiz.
Die Fläche des 8,67 km² großen Gemeindegebiets umfasst einen Abschnitt des Pays de Gex. Die südliche Grenze verläuft entlang der Rhône, die hier in teils gewundenem Lauf durch ein 300 bis 500 m breites Tal fließt. Unterhalb von Challex wird die Rhône durch ein Wasserkraftwerk aufgestaut. Das tertiäre Molassebecken von Genf wurde vom eiszeitlichen Rhonegletscher überformt. Durch Erosionsarbeit hat sich die Rhône in der Nacheiszeit in die Ablagerungen eingeschnitten, weshalb das Tal von rund 60 m hohen Hängen begleitet wird. Vom Flusslauf erstreckt sich das Gemeindeareal auf das angrenzende Plateau (rund 430 m) und den Höhenrücken von Challex, auf dem mit 516 m die höchste Erhebung der Gemeinde erreicht wird. Untergliedert wird das Plateau durch die Erosionsrinnen verschiedener kurzer Seitenbäche der Rhône, darunter auch der Ruisseau des Charmilles, welcher die östliche Grenze bildet. Im Westen verläuft die Grenze entlang dem Bach Groise.
Zu Challex gehören neben dem eigentlichen Ort auch verschiedene Weiler und Gehöfte, darunter:
- Gaillardin (400 m) auf der Terrasse nördlich der Rhône unterhalb des Dorfes
- Mucelle (500 m) auf dem Höhenrücken von Challex
- Marongy (422 m) auf dem Plateau westlich des Rhônetals

Nachbargemeinden von Challex sind Pougny im Süden, Péron im Westen sowie die schweizerischen Gemeinden Dardagny im Norden, Avully im Osten und Chancy im äußersten Süden.

## Geschichte
Erstmals urkundlich erwähnt wird Challex im Jahre 1298 unter dem Namen Chaloys. Im Lauf der Zeit wandelte sich die Schreibweise über Chaloes (1308), Chalois (1332), Chaloex (1344), Chalay (1397) zum heutigen Namen Challex, der 1437 schriftlich belegt ist. Später erschienen noch die Bezeichnungen Challaix (1738) und Chalais (im 18. Jahrhundert). Der Ortsname geht wahrscheinlich auf den gallorömischen Geschlechtsnamen Calius zurück und bedeutet so viel wie Landgut das Calius (Caliacum).
Im Mittelalter war Challex Sitz der Kastlanei Corbière, die im 13. und 14. Jahrhundert Schauplatz der Streitigkeiten zwischen den Grafen von Genf und den Grafen von Savoyen war. Im 14. Jahrhundert kam das Dorf unter die Oberhoheit der Savoyer. Danach teilte Challex die wechselvolle Geschichte des Pays de Gex, mit dem es nach Abschluss des Vertrages von Lyon 1601 endgültig an Frankreich gelangte.

## Bevölkerung
| Jahr                       | 1962 | 1968 | 1975 | 1982 | 1990 | 1999 | 2010 | 2020 |
| -------------------------- | ---- | ---- | ---- | ---- | ---- | ---- | ---- | ---- |
| Einwohner                  | 479  | 545  | 712  | 817  | 967  | 1057 | 1225 | 1597 |
| Quellen: Cassini und INSEE |      |      |      |      |      |      |      |      |

Mit 1628 Einwohnern (Stand 1. Januar 2022) gehört Challex zu den kleineren Gemeinden des Départements Ain. Seit Mitte der 1960er-Jahre wurde ein kontinuierliches starkes Bevölkerungswachstum verzeichnet. Außerhalb des alten Ortskerns wurden zahlreiche neue Einfamilienhäuser gebaut. Die Bewohner von Challex heißen auf Französisch Challaisien(ne)s.

## Sehenswürdigkeiten
Die Pfarrkirche Saint-Maurice in Challex geht ursprünglich auf einen romanischen Bau zurück. Ihre heutige Gestalt erhielt die Kirche im Rahmen der umfassenden Umgestaltung im 19. Jahrhundert; der Chor stammt aus dem 15. Jahrhundert. Vom einstigen Château de Corbière existieren noch die Ruinen. Im Ortskern sind verschiedene Bauernhäuser aus dem 17. bis 19. Jahrhundert erhalten.

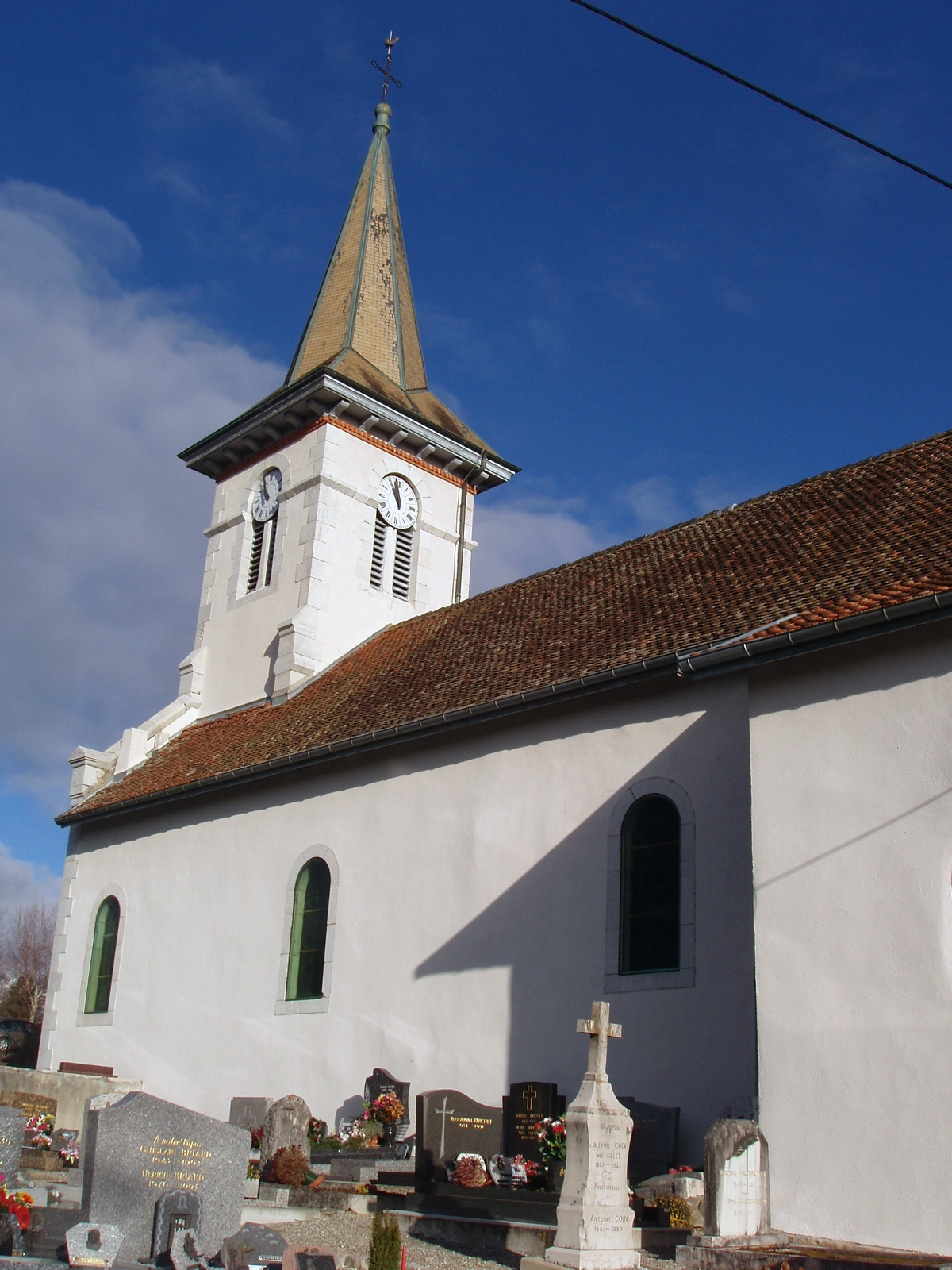
Kirche Saint-Maurice

## Wirtschaft und Infrastruktur
Challex war bis weit ins 20. Jahrhundert hinein ein vorwiegend durch die Landwirtschaft geprägtes Dorf. Noch heute spielt der Weinbau eine wichtige Rolle als Einnahmequelle. Daneben gibt es einige Betriebe des lokalen Kleingewerbes. Mittlerweile hat sich das Grenzdorf auch zu einer Wohngemeinde gewandelt. Zahlreiche Erwerbstätige sind Wegpendler, die in den größeren Ortschaften des Pays de Gex oder als Grenzgänger in der Agglomeration Genf arbeiten.
Die Ortschaft liegt abseits der größeren Durchgangsstraßen an einer Departementsstraße, die von Pougny nach Saint-Jean-de-Gonville führt. Damit ist die vierspurige Schnellstraße D884 (Collonges – Saint-Genis-Pouilly) leicht erreichbar. Weitere Straßenverbindungen bestehen mit La Plaine und Dardagny im Kanton Genf.
Auf dem Gemeindegebiet liegt das 1924 gebaute Laufwasserkraftwerk Chancy-Pougny. In Challex befindet sich eine staatliche école primaire (Grundschule mit eingegliederter Vorschule).

## Persönlichkeiten
- Sándor II. Bonnaz (1812–1889), römisch-katholischer Geistlicher, Bischof von Csanád 1860–1889